# Corallus cropanii
Corallus cropanii är en ormart som beskrevs av Hoge 1953. Corallus cropanii ingår i släktet trädboaormar, och familjen Boidae. IUCN kategoriserar arten globalt som starkt hotad. Inga underarter finns listade i Catalogue of Life.
Arten förekommer i sydöstra Brasilien i delstaten São Paulo.